# يحيى دغريري (لاعب كرة قدم مواليد 1991)
يحيى دغريري (بالإنجليزية: Yahya Dagriri)‏؛ مواليد 13 أغسطس 1991 في جازان، السعودية، هو لاعب كرة قدم سعودي يلعب حالياً في نادي مضر .

## مسيرة اللاعب
كانت بداياته مع نادي حطين و انتقل إلى نادي الاتحاد في عام 2010, و أعاره نادي الاتحاد إلى نادي نجران في عام 2015, و وقع مع نادي ضمك في عام 2016 و لم يستمر معهم كثيراً ووقع مع نادي الوشم عام 2017 و وقع مع نادي حطين في عام 2018, و انظم إلى نادي الأنوار في عام 2019 و انتقل إلى نادي الحوراء في عام 2021 و بعدها انتقل إلى نادي مضر, و سبق له تمثيل المنتخبات السعودية السنية .

## الحياة الشخصية
يحيى هو شقيق اللاعب عبد الرحمن دغريري.

## روابط خارجية
- يحيى دغريري على موقع الاتحاد الدولي (مؤرشف)  (الإنجليزية)
- يحيى دغريري على موقع قاعدة بيانات كرة القدم.إي يو (الإنجليزية)
- يحيى دغريري على موقع Soccerway.com (الإنجليزية)
- يحيى دغريري على موقع عالم كرة القدم.نت (الإنجليزية)
- يحيى دغريري على موقع GSA (الإنجليزية)